# شهر جادو (مجموعه تلویزیونی)
شهر جادو (به انگلیسی: magic city) یک سریال درام آمریکایی است که به کارگردانی میچ گلیزر از شبکه استارز پخش شد و روی آنتن رفت. 
داستان سریال در سال 1959 در میامی فلوریدا کمی پس از انقلاب کوبا رخ می‌دهد. شهر جادو داستان فردی به نام آیک اوانز (جفری دین مورگان) را نشان می‌دهد که صاحب پر زرق و برق‌ترین هتل سواحل میامی، میرامار پلایا است و سعی دارد از شراکت با گروه‌های یهودی مافیایی شهر مثل بن دایموند (دنی هیوستون) خارج شود.